# 相原美咲
相原美咲（日语：／ Aihara Misaki，1995年3月27日—），日本寫真偶像。於東京都出身。

## 生平
相原美咲在2011年出道成為寫真偶像，同年1月她有份出演的寫真DVD《特别总集 My Girl》（スペシャルオムニバス　MY GIRL）開售。平山藍里、黑川結衣、小出真衣等偶像亦參與這部作品的拍攝工作。之後她亦不時在「Fresh！攝影會」中亮相。11月，她在東京都以身穿水手服及校园泳裝的姿態開展寫真拍攝工作，有關內容於次年1月集結成寫真DVD《JKG89》。5月25日，她發表寫真DVD《JKG89歸來》（JKG89 returns）。次月出席這部作品的發售紀念活動。9月24日，她在「年輕小姐大賽」（ミスヤングチャンピオン）中跟池上紗理依和由井香織兩人一起奪得大獎。
2013年3月，她的寫真DVD《無暇的笑容》開售。這部作品的不少場景皆拍攝了相原做運動的樣子。她在同年稍後時間亦公開寫真DVD《誘惑女友》（誘惑彼女），觀眾能從中觀賞身穿浴衣的相原。次年3月，她的首部寫真集《嬌媚》（coquettish.）開售，它收錄了相原的比基尼裝扮。她及後對這部作品表示滿意。5月，她的寫真DVD《少女百科》（GIRLS-PEDIA）面世。她在次月來到秋葉原，出席這部作品的發售紀念活動。
2020年3月31日，相原在電視節目《藝人等級鑑定 BASIC2020》上登場。

## 外部連結
- 相原美咲的X（前Twitter）（日語）
- 相原美咲的Instagram帳戶（日語）
- 相原美咲的Ameblo網誌（舊） （页面存档备份，存于）（日語）
- 相原美咲的Ameblo網誌（新） （页面存档备份，存于）（日語）